# Тахти (Словаччина)
Тахти (словац. Tachty, угор. Tajti) — село, громада в окрузі Рімавска Собота, Банськобистрицький край, Словаччина. Кадастрова площа громади — 7,83 км². Населення — 543 особи (за оцінкою на 31 грудня 2017 р.).
Знаходиться за ~30 км на південь від адмінцентра округу міста Рімавска Собота на кордоні з Угорщиною. Є найпівденнішою громадою округа. В селі знаходиться пункт перетину кордону з Угорщиною.
Громада є членом співдружності Мікрорегіон Медвеж (словац. Mikroregión Medveš).

## Історія
Перша згадка 1399 року як Thathyley, Thouthyleys.
1828-го року в селі налічувалося 32 будинки і 292 мешканці, 1837-го — 262 мешканці, які займалися сільським господарством.
1938-44 рр під окупацією Угорщини.

## Транспорт
Автошлях 2783 (Cesty III. triedy) II/571 — Тахти — кордон з Угорщиною (автошлях 23119).

## Населення
| Рік:            | 1994. | 2004.   | 2014.   | 2024.   |
| --------------- | ----- | ------- | ------- | ------- |
| Кількість осіб: | 605   | 556     | 533     | 543     |
| Різниця:        |       | -8,09 % | -4,13 % | +1,87 % |

| Рік:            | 2023. | 2024.   |
| --------------- | ----- | ------- |
| Кількість осіб: | 541   | 543     |
| Різниця:        |       | +0,36 % |